# محمدعلی بادامچی

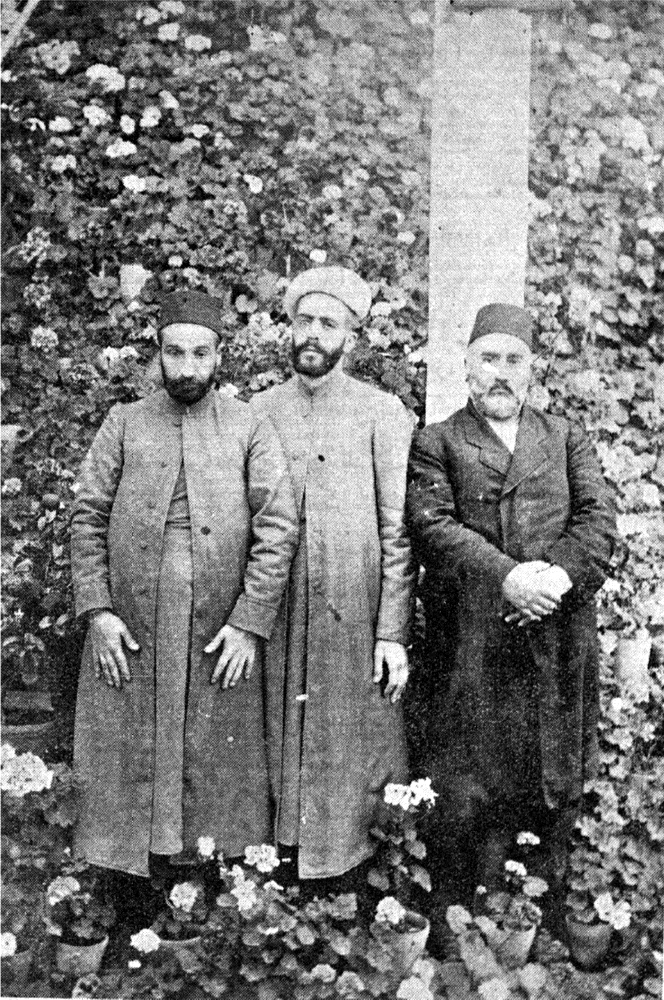
حاجی میرزا علینقی گنجه‌ای، شیخ محمد خیابانی و حاجی محمدعلی بادامچی

محمدعلی بادامچی بازرگان آزادی‌خواه تبریزی در عصر مشروطیت و از دوستان نزدیک شیخ محمد خیابانی بود. در واقعه به توپ بستن مجلس شورای ملی و استبداد صغیر، در تحریک مردم تبریز به مقاومت نقش به سزایی داشت. پس از بازگرداندن مشروطیت، به عضویت انجمن ایالتی آذربایجان برگزیده شد.